# الورقة الأخيرة
الورقة الاخيرة The Last Leafهي قصة قصيرة كتبها أوليفر هنري، ونشرت عام 1907 ضمن المجموعة القصصية المصباح المشذب وقصص أخرى.

## القصة
تدور أحداث القصة في قرية غرينتش أثناء انتشار وباء ذات الرئة، وتحكي قصة رسام مسن أنقذ حياة رسامة يافعة بالعمر بإعطائها الإرادة للحياة بعد أن كانت تحتضر بسبب مرض ذات الرئة.
كانت الفنانة الشابة ترى نبتة معرشة من خلال نافذتها تفقد أوراقها شيئا فشيئا فاستحوذت على عقلها فكرة أنها ستموت عند سقوط آخر ورقة. وفي الظاهر أن الورقة لم تسقط أبدا، وتبقى الفتاة على قيد الحياة. ونحن نعلم أن تلك النبتة المعرشة التي كانت تراها قد فقدت جميع أوراقها حقا. لكن الذي كانت تراه وظنت أنها الورقة الأخيرة الباقية من النبتة ما هي إلا ورقة رسمها الفنان المسن على الحائط بواقعية متناهية. لكن يموت الرسام المسن بسبب إصابته بمرض ذات الرئة بينما كان في الخارج يرسم الورقة الأخيرة في الجو البارد الممطر من أجل الفتاة. إن الرسام المسن الذي أنقذ حياة الفتاة هو بيرمان الرائع.

## الإقتباسات
في كثير من الأحيان تم اقتباس «الورقة الاخيرة» لعرضها على المسرح وعلى الشاشة الكبيرة. وتتضمن الاقتباسات الفلم القصير البارز:
- يعد فلم «الورقة الاخيرة» في عام 1912 اقتباس غير دقيق.
- فلم البكرتين الصامت «الورقة الاخيرة» في عام 1917، أحد سلسة أعمال أو. هنري التي انتجها برادوي ستار فيتشرز.[2]
- في عام 1952، واحد من خمسة قصص اقتبست ل أو. هنري فل هاوس. في هذا الاقتباس، كان اسم بطل القصة جو، وتم تصوير سوزان (سو) كأخت وليست كصديقة.[3]
- في عام 1983، قامت كنيسة اليسوع المسيح لقديسي الأيام الأخيرة بعمل اقتباس ثاني على الشاشة كفلم مدته 24 دقيقة.[4] هذا الاقباس هو مماثل لنسخة فلم أو. هنري فل هاوس عام 1952 .
- يحتوي جزء من سياق الحلقة التاسعة من «جنون العظمة» على جزء من هذه السلسة.
- في عام 1993، يستند الفلم الهندي الناهب " Lootera " على اقتباس غير دقيق من قصة الورقة الاخيرة.[5]

## وصلات اضافية
- The Last Leaf public domain audiobook at LibriVox